# Campo Geral
Campo Geral é uma novela do escritor brasileiro João Guimarães Rosa, publicado inicialmente na obra Corpo de Baile, em 1956, mesmo ano de publicação da obra prima do autor, Grande Sertão: Veredas. Campo Geral aparece posteriormente no livro Manuelzão e Miguilim, de 1964, fruto da divisão de Corpo de Baile em três volumes.
A novela ambienta-se no leste de Minas Gerais, mais precisamente em Mutum, lugar cercado por um relevo relativamente alto, o que o torna "isolado" do resto do mundo. O foco é a história (estória na linguagem de Guimarães Rosa) de um garoto chamado Miguilim, desde a vez em que é crismado até a perda de sua inocência, e a caminhada de sua vida junto com seu irmão Dito.
A partir de 2020, o livro passou a integrar a lista de obras literárias do vestibular da Fundação Universitária para o Vestibular.
O filme Mutum da Sandra Kogut de 2007 é baseado na novela Campo Geral.